# コミュニケーション能力
コミュニケーション能力（コミュニケーションのうりょく、communication ability）は、「他者と意思疎通を上手に図る能力」を意味する。コミュ力（コミュりょく）と略されることもある。
これに対してコミュニケーションスキル（communication skill）は、人と人の間で意思疎通をとる方法・手法・テクニックを理論付けし、検証を行う技術または知識である。コミュニケーション能力はコミュニケーションスキルの有無を指す。なお、「相手の目を見てはきはきと話す」「アフターファイブは同僚と酒を酌み交わして親睦を深める」といった、人と直接会うことに伴う能力は対面（対人）能力である。電子メールや手紙による、顔を合わせない意思疎通もコミュニケーション能力の一部である。

## 定義
コミュニケーションはラテン語: communicatioに由来しており、「分かち合うこと」を意味している。「コミュニケーション能力」という表現は様々な用いられ方をしており、以下のような意味で使う。
- 言語による意志疎通能力（#言語学用語の「Communicative competence」を参照）。「コミュニケーション能力」という言葉は、元々は言語学の分野で用いられた学術的な用語であった。
- 感情を互いに理解しあい、意味を互いに理解しあう能力。感情面に気を配って、意味をわかちあい、信頼関係を築いてゆく能力[2] 。
- 非言語的な要素（相手の表情、眼の動き、沈黙、場の空気など）に十分に注意を払うことで、相手の気持ちを推察する能力（非言語コミュニケーション）
- 上記の非言語的な要素により知った相手の気持ちを尊重して、相手に不快感を与えないタイミングや表現で、自分の感情や意思を相手に伝える能力
- 意思疎通、協調性、自己表現能力（厚生労働省による就職基礎能力の定義[3]）
- 社会技能（ソーシャルスキル）。暗黙知。
- 上手にコミュニケーションを行うための体系づけられた知識、技術（コミュニケーションスキル）
- 合意（コンセンサス）形成能力
- 「論理的コミュニケーション能力」（自己の考えを論理的に明確に、相手に表現する能力）
- 会話のキャッチボールを上手く行える能力
- 企業が求人広告等で応募者に要求している「コミュニケーション能力」は、ビジネスシーンにおいて発揮が期待される精選された「折衝能力」「交渉能力」「説得能力」を指しており、必ずしも対人コミュニケーション一般を円滑におこなうスキルをもって満足するものではない。

### 言語学用語の「Communicative competence」
言語学の分野での「コミュニケーション能力 (communicative competence)」 という用語は、デル・ハイムズが1972年に初めて提示した。
ハイムズは、ノーム・チョムスキーが提示した言語能力 (linguistic competence) と言語運用 (linguistic performance) の定義だけでは第二言語教育に不十分であるとして、新たに「文法的能力だけでなく、ある特定の文脈においてメッセージの伝達や解釈、意味の交渉ができる能力」をコミュニケーション能力と定義づけた。
マイケル・カネールとメリル・スウェインは、コミュニケーション能力の要素として、以下の4つを挙げた。
| 文法的能力 (Grammatical competence)       | 文法的に正しい文を用いる能力。                                       |
| 談話能力 (Discourse competence)           | 単なる文の羅列ではない、意味のある談話や文脈を理解し、作り出す能力。 |
| 社会言語能力 (Sociolinguistic competence) | 社会的な文脈を判断して、状況に応じて適切な表現を行う能力。           |
| 方略的言語能力 (Strategic competence)     | コミュニケーションの目的達成のための対処能力。                       |

## 論理的コミュニケーション能力
論理的コミュニケーションという用語も存在する。これは物事を順序立て筋道を立てて説明できること、冷静に人の話を聞けること、議論やディベートの仕方に重点を置いていることが多い。アメリカ合衆国やフランス等で、（社会人ではなく）学生に限って言えば、もっぱら論理的コミュニケーション能力に力点を置いた教育をしている学校や授業もある。

## 企業研修
多くの企業で、コミュニケーション能力（＝コミュニケーションスキル）を養成するための研修が行われている。コミュニケーションスキルは、各個人が持って生まれた才能ではなく、基本的ないくつかの法則をマスターして実践すれば誰にでも出来るテクニックと考えられている。専門の講師による場合もあるし、その企業の職員が講師となる場合もある。1対1の会話、1対多数の会話等について訓練する。会話しているところをビデオ撮影し、その映像を見ながらみんなで指摘し合い、講師が講評するといった内容がよく行われている。
研修課題の一例は、次のとおりである。
| 相手に質問する練習                                     | 質問にも法則があり、そのテクニックを練習する                                                        |
| 相手に反論せず、肯定で答える練習                       | 自分の意図と反することを相手が言ったときでも直ぐに反論せず、yes,butで肯定してから反対意見を言う練習 |
| 相手が何を言い出しても、肯定的に応答し会話を続ける練習 | 自分が知らないことを言い出しても質問するなどして、とにかく、持ち時間を会話でつなぐ練習              |
| 相手と適度な頻度でアイコンタクトする練習               | アイコンタクトが全く無いと相手は不安になり、アイコンタクトしたままでは睨まれているように思う        |
| うなづいてメモを取るなどのボディーランゲージの練習     | 口で分かったと言うだけでなく、うなづいてメモを取ると相手は安心する                                  |

## コミュニケーション能力をめぐる議論

### 齋藤孝の指摘
コミュニケーションを単なる情報や知識のやりとりだと思ったりすると、コミュニケーションには失敗してしまう。仕事の相手ですら、情報と同時に感情のわかちあいは行われており、それを意識している人とそうでない人では、結果に大きな違いがでる。仕事で初顔合わせする相手とまず食事を共にしたりすることが行われているのは、感情を共有するためである。
相手が伝えようとしている意味を、自分はしっかり受け取っているのかと自分に問いかけ、自分が理解した内容を反復したり、相槌を適切に打ち、それに対する相手の反応を見ることで、自分が相手を誤解してしまっている部分を自己修正しつづけることが大切で、それによって信頼関係が深まってゆく。
最近、学校教育で流行っているディベート形式の訓練は危険で、論理至上との思い込みを生み、相手の言いたいことを理解せず、相手の揚げ足取りをしたり、弱点を攻め立てたり、論理をすりかえる習慣がついてしまう。このような小細工が役立つ場面はせいぜい裁判ぐらいしかなく、普通の社会人は仕事をディベート能力で行うものではない。もしもディベート流に、論理をすりかえたり、相手をやりこめたりすれば、トラブルが発生する。
本当に求められている能力は、相手の言いたいことを的確につかみとる能力であり、さらには、相手が言葉が足らずうまく表現しきれていないことまでも洞察し「おっしゃりたいのは...ということですね」と（肯定的に）相手に提案する能力もあると良い。自分の言いたいことがしっかりと受け取られている、と感じることで、人は信頼感を持ち次の段階へと前進してゆくことができるようになる。

### パオロ・マッツァリーノの指摘
パオロ・マッツァリーノは『反社会学講座』収録の「ひきこもりのためのビジネスマナー講座」において、浜口恵俊の「日本語にはもともとコミュニケーションにあたる言葉がないため訳せない」という意見を取り上げ、近年、企業等においてコミュニケーションが本来の「意味を拡大解釈」して用いられているようだと指摘し、問題視している。
マッツァリーノによればコミュニケーションには本来、「情報(知識や感情も含む)をだれかに伝える・交換すること」という技術的な意味しかなく、そのため言葉の用法に従えば、上司や目上の人間へのある種の直接的な批判の類も立派なコミュニケーションとして成り立つことになると述べている。続けて「しかし、そうすることが日本の企業社会で奨励されているかというと、はなはだ疑問です」と言い、「日本人は古来、コミュニケーションなしで社会を成り立たせてきた」という事実を指摘し、安易にコミュニケーションという単語を用いる現代の風潮を皮肉混じりに批判している。

### スーザン・ケインの指摘
スーザンによれば、すべての人が同じコミュニケーションスタイルにおいて最良のパフォーマンスを発揮するというわけではなく、イントロバート(introvert)と呼ばれる『刺激に敏感で大量の刺激を本能的に避けるタイプの人間』と、エクストロバート(extrovert)と呼ばれる『刺激に鈍感で少量の刺激では必要量を満たせないために大量の刺激を必要とするタイプの人間』、二者それぞれの遺伝子レベルの性質を生かした二種類のコミュニケーションスタイルこそ、無理のない持続可能な方法であるとしている。
近代以降、資本を求め商品をいかに買わせるかが社会の関心事となった経緯を紹介し、深い思考は苦手だが口先が巧みなエクストロバートを量産し経済拡大に用いるというシステムが教育も含めて現代では日常化してしまっているという。この社会（エクストロバートワールド）では、イントロバートは欠陥品とされ（イデオロギーの定着のため病名まで発明された経緯もある）エクストロバートになることを強制される。しかしその性質は遺伝子レベルで50％以上固定されているために、対外的にはエクストロバートを「ふるまう」、無理の結果として心の病を併発したり出社拒否に陥るケースがあるという。
彼女によれば、どちらのタイプも社交的であるという。両方とも自身の性質に基づいた異なる社交性を備えており、イントロバートは多数の人間と社交を行うことは刺激が大量すぎる点で本質的に苦手だが、一対一または数人との社交においてエクストロバートを凌ぐ力があり、エクストロバートは刺激に鈍感であるがために多数の人間と社交を行うことができる。その反面、一対一または数人との社交において深い友人関係を築き長期にわたり維持することは苦手であるとされる。このため双方のコミュニケーションスタイルも必然的に異なる形となるのが自然であるが、現在の資本主義競争社会におけるバイアスのかかった社会においてエクストロバート型を唯一のコミュニケーションスタイルと信じて疑わない状況がある。自分の話を聞かせたいエクストロバート、人の話を聞くことができるイントロバート、従来のリーダーの適任とされるのは前者とされてきたが、近年では後者の「引き出す力」に注目が集まり前者を凌ぐリーダーとしても可能性が示唆されている。多様なコミュニケーションスタイルは人間の多様性を認める社会であることが必須条件として、イントロバートの存在と可能性について全人民的に社会的認知を深める必要があるという。

### 高塚雄介の指摘
ひきこもりの支援を行なっている心理学者の高塚雄介によれば、「現代社会は人間関係を重視し（実態はどんどん希薄化しているにもかかわらず）スムーズにそれを実践できないということを異常なこととみなしてしまうところがある」と指摘しており、精神保健という観点からすれば、大多数の範疇に属さないものを異常とみなすことは厳に戒めなければならないところだと説いている。
「無口ではあるが自分の考えをしっかり有している人間であるとか、言葉に頼らず人の気持ちを「察する」能力を高く持っている人間は、今の日本社会では評価されなくなりつつある」といい、「今日の社会では内的世界を適切な言語に置き替え、他者を説得できるコミュニケーション能力を育むことが当然視され、結果的にはすべからくディベートをもなし得る人間にならなければならないかのような雰囲気が生まれている」とし、「人間関係をうまく構築したり営むことができなかったり、きちんと言葉で意思表示をできないことは、あたかも欠陥商品として放逐されかねない社会環境が進行していることに、もっと目を向けてみる必要があるのではないだろうか」と指摘している。
今日の学校教育の中で言語的コミュニケーション能力を高めることが極めて重要視されていることについて、「グローバル化が進む、これからの社会を生き抜くために、その力を身に付けることは確かに必要であろう。企業社会ではそうした人材をより求めるようになってきている」としつつも、「しかし、もともとそうしたことに苦手意識を持つ者にとっては、それを指導されることが苦痛以外の何ものでもないということにもっと注意を払うべきだ」としている。

## 関連理論
- 人間性心理学
- 心の理論：コミュニケーション・他者理解に関する医学的理論。アスペルガー症候群や自閉症の人では対照タイプと比較し感性が優越しているとされるが、その引き替え（条件）として遺伝子レベルで発現を押さえているため、他者理解やコミュニケーションに関する神経組織は対照タイプほど肥大化していない。
- 自己実現理論 (アブラハム・マズロー)
- モチベーション

## 関連書籍
- 『Quiet: The Power of Introverts in a World That Can't Stop Talking』Susan Cain, 2012年、ISBN 0739341243
- 『反社会学講座』パオロ・マッツァリーノ、イースト・プレス、2004年
- 『ITエンジニアのためのコミュニケーション能力診断   トレーニングで伸ばす9つの力』上村 有子、ソフトバンククリエイティブ、 2006年、ISBN 4797335866
- 『EQ—こころの知能指数』ダニエル・ゴールマン、講談社1998年、ISBN 4062562928
- 『コミュニケーション能力の育成をめざした話し言葉の指導』植松雅美 著、東洋館出版社、1996年、ISBN 4491012970
- 『ストラテジック・コミュニケーション〈5〉論理的コミュニケーション戦略』岩下貢、慶應義塾大学出版会、2004年、ISBN 4766409418
- 『薬局におけるコミュニケーション能力の開発と実践』William N.Tindall、じほう、2005年、ISBN 4840733902
- 『心の理論—心を読む心の科学』子安増生、岩波書店、2000年、ISBN 4000065734
- 『図書館のすぐれちゃん』あがさクリスマス、真珠書院、2007年、ISBN 9784880095004